# Músculos interespinosos
Los músculos interespinosos son pequeños fascículos musculares situados en los espacios interespinosos de la columna vertebral, uniendo las apófisis espinosas. En número de dos en cada espacio en el caso de los interespinosos cervicales al ser las apófisis espinosas bituberosas.

## Acción
Son extensores de la columna vertebral.
- Datos: Q726832